# Rio Borcuţ (Bistricioara)
O Rio Borcut é um rio da Romênia afluente do Rio Bistricioara, localizado no distrito de Harghita.